# Richard Cantillon
Richard Cantillon (Irlanda, dècada de 1680 - Londres, maig de 1734) fou un economista franco-irlandès, conegut per molts historiadors com el primer gran economista "teòric". Això és gairebé tot el que d'ell es coneix: fou un irlandès amb cognom espanyol que visqué a França. Es diu que, a diferència de tants d'altres, especulà amb èxit amb les accions de la Compagnie Perpetuelle des Indes durant les aventures de John Law, fent una fortuna d'unes vint milions de lliures abans d'anar-se'n a Anglaterra. Morí a la seva casa londinenca en un incendi suposadament provocat pel seu cuiner, al que poc abans ell havia acomiadat.
Tota la reputació de Cantillon descansa en el seu remarcable tractat, Essai Sur la Nature du Commerce en Général, que escrigué en francès al voltant del 1732 i que es publicà anònimament a Anglaterra uns vint anys després de la seva mort (tot i que alguns sostenen que es tractava d'una traducció francesa d'un original anglès perdut). Malgrat que la seva obra era ben coneguda pels fisiòcrates i l'escola francesa, Cantillon va romandre en la foscor pel món de parla anglesa fins que William Stanley Jevons el ressuscità en la dècada dels vuitanta del segle dinou.
Cantillon fou potser el primer a definir l'equilibri al llarg termini com un balanç de la circulació d'ingressos, assentant així les bases tant pels fisiòcrates com per l'Economia política clàssica. El sistema que ideà Cantillon era clar i senzill. Desenvolupà un sistema d'equilibri general amb dos sectors, d'on obtenia una teoria de preus (determinats pels costs de producció) i una teoria de la producció (determinada pels inputs i la tecnologia). El seu treball fou citat per Adam Smith en el seu tractat Wealth of Nations. Aquesta idea de l'equilibri també seria recuperada per Nicolas François Canard en un tractat de començaments del segle xix. Segons el Premi Nobel Friedrich Hayek, Jevons no exagerà gens ni mica en definir Cantillon com el "pare de l'economia política".
Seguí la conjectura de William Petty sobre la igualtat del treball i la terra, de manera que podia, conceptualment, reduir el treball a la quantitat de necessitats indispensables per mantenir-se i, per tant, fent del producte del treball i la seva oferta una funció de l'explotació de terra necessària per a produir l'indispensable per alimentar el treball i per produir béns de luxe per proveir els senyors. Demostrant que els preus relatius es podien reduir a la ràtio d'explotació de la terra, Cantillon postulà la teoria del "valor-terra".
L'acurada descripció que Cantillon feu del mecanisme oferta-demanda per determinar els preus de mercat en el curt termini (tot i que no del preu natural a llarg termini) l'erigí en el creador de la revolució marginalista. En particular, els seus apunts reveladors sobre la iniciativa empresarial (com un tipus d'arbitratge) el convertí en el nen mimat de l'Escola Austríaca moderna. Cantillon també fou un dels primers (i un dels més clars) articuladors de la Teoria Quantitativa del Diner i va intentar de proveir-la d'una base argumentada que la recolzés.
Finalment, una de les conseqüències de la seva teoria fou que arribà a defensar una política quasi-Mercantilista per tal d'aconseguir una Balança Comercial favorable, però amb un matís: Cantillon recomanà la importació de "productes de la terra" i l'exportació de "productes manufacturats" com la manera d'incrementar la Renda Nacional.
Cantillon va néixer a la ciutat de Ballyheigue, County Kerry, Irlanda, restà gran part de la seva vida a França i morí a Londres.